# Malinalco (kommun)
Malinalco  är en kommun i Mexiko grundad 1826. Den ligger i delstaten Mexiko, i den centrala delen av landet, cirka 65 kilometer sydväst om huvudstaden Mexico City. Kommunen hade 28 155 invånare vid folkräkningen 2020.
Den administrativa huvudorten i kommunen är Malinalco. Kommunens area är 204,95 kvadratkilometer.